# Rostocker Wulfshagen
Rostocker Wulfshagen ist ein Ortsteil der Stadt Marlow im Landkreis Vorpommern-Rügen in Mecklenburg-Vorpommern.
Der Ort liegt nordwestlich des Hauptortes Marlow im nordwestlichen Bereich des Stadtgebietes. Östlich des Ortes verläuft die Landesstraße L 191, südlich und westlich fließt der Haubach.

## Baudenkmale

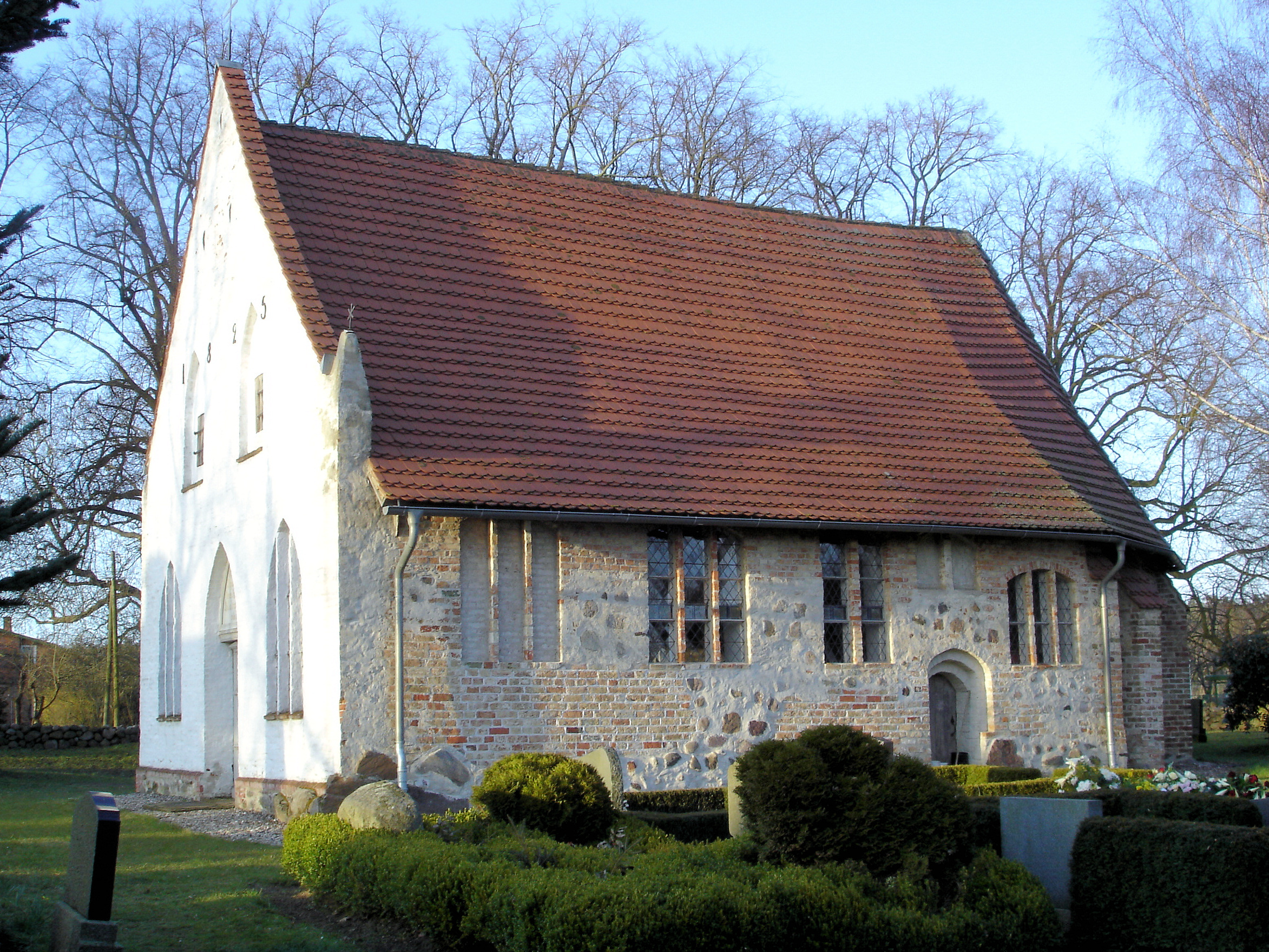
Dorfkirche Rostocker Wulfshagen

In der Liste der Baudenkmale in Marlow sind für Rostocker Wulfshagen fünf Baudenkmale aufgeführt, darunter die Dorfkirche Rostocker Wulfshagen.